# Чех, Лех і Рус
Чех, Лех і Рус (пол. Czech, Lech i Rus, чеськ. Čech, Lech a Rus) — легенда про заснування трьох слов'янських братів: поляків (або лехітів), чехів і русів (тобто русинів-українців). Три легендарні брати з'являються разом у Великопольській хроніці, складеній на початку XIV століття. Легенда стверджує, брати, які були нащадками паннонського принца Пана, під час полювання пішли за різною здобиччю і, таким чином, мандрували (і осідали) у різних напрямках: Лех на північному заході, Чех на південному заході та Рус на сході. Існує кілька версій легенди, у тому числі кілька регіональних варіантів по всій західнослов'янській та, меншою мірою, в інших слов'янських країнах, де згадується лише один або два брати. Ці три брати також фігурують у фундаційному міті про походження південнослов'янських народів у деяких легендах. Ця розповідь часто, певною мірою, також використовуються як міт, щоб зрозуміти можливе заснування польської, чеської та руської держав, згідно з легендою.
Сьогодні ця легенда символізує братерство західних і східних слов'ян, але вона також опосередковано служить своєрідній теорії про чеську прабатьківщину слов'ян, що жили в Центральній Європі.
Після Люблінської унії в політичну систему Речі Посполитої долучили відмінне за типом політичної та звичаєвої культури Велике князівство Литовське. Місцеві князі порівнялися з польською шляхтою і шукали способів вивершення над ними. Князі Острозькі спонсорували дослідження свого генеологічного дерева і скоро почали виводити його від князя Володимира, а згодом до родоначальника усіх Русів — Руса. Дії князів створювали підмурок до впровадження терміну «Старожитний народ руський», який має свою окреслену територію.

## Історія

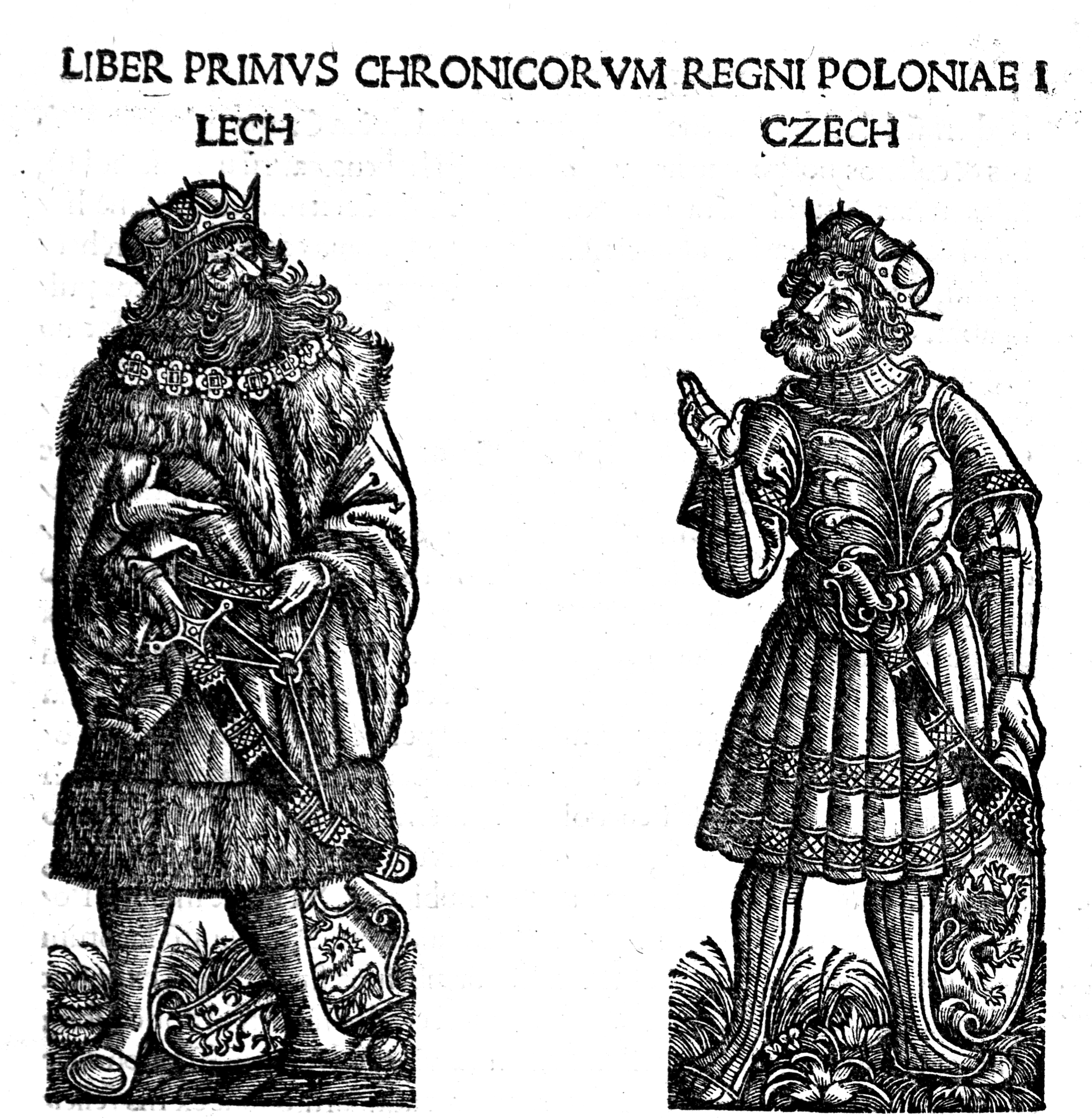
Брати Лех і Чех, засновники західнослов'янських земель Лехії (Польща) і Богемії (тепер у Чехії) у «Chronica Polonorum» (1506)

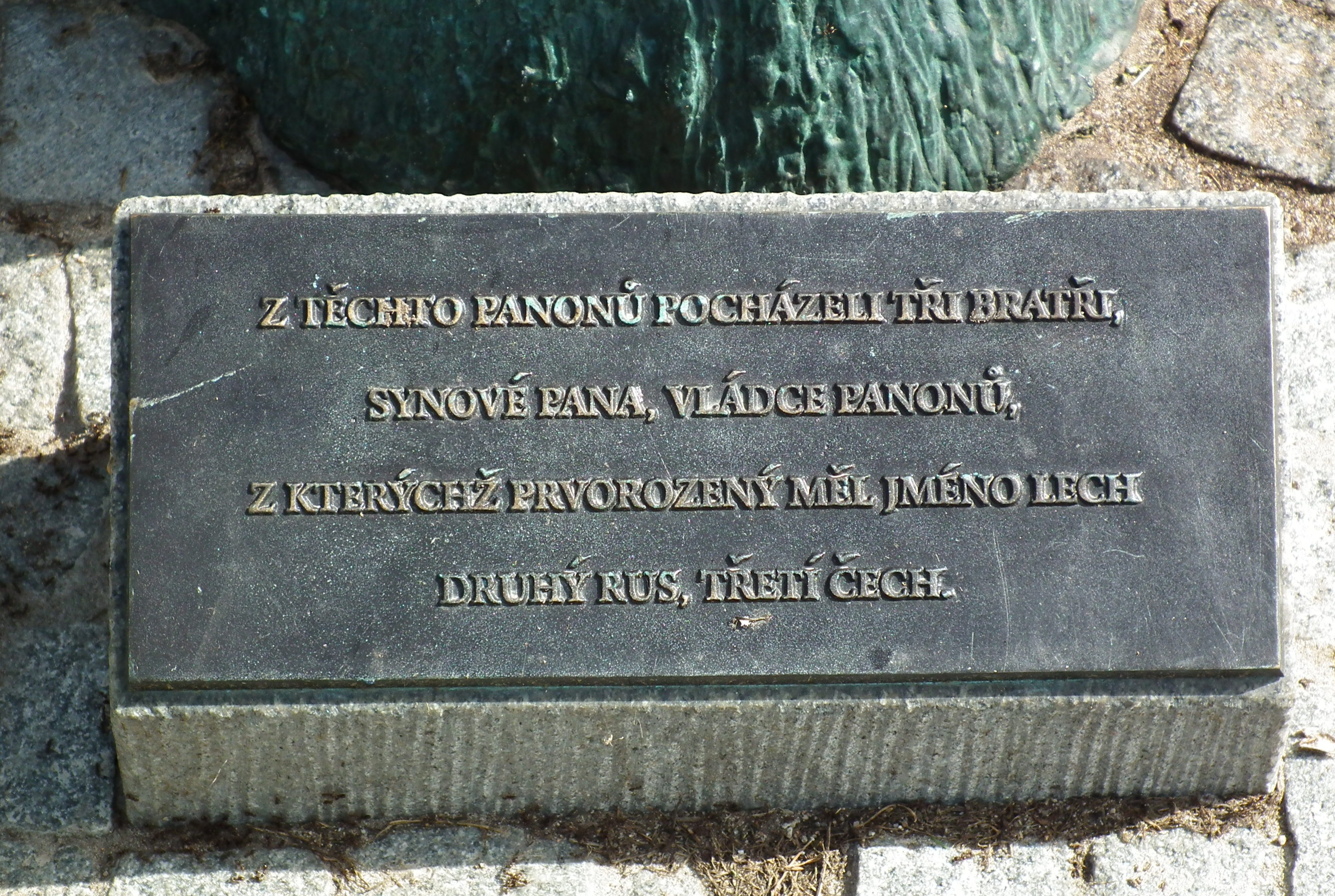
«З цих паннонійців прийшли три брати, сини Пана, правителя паннонійців, з яких перший мав ім'я Лех, другий Рус, третій Чех», Долина примирення в Ґнєзно, Республіка Польща

Витоки легенди про хорватських братів сягають «Чеської хроніки» Козьми Празького (1125). В ній розповідається про прибуття до Богемії слов'янського племені на чолі з Богемом (у пізнішій традиції — Чехом) і заснування там Чеської держави. У Чеській римованій хроніці Даліміла (XIV ст.) згадується, що лех (старочеське «шляхтич») на ім'я Чех, який жив у Хорватії і вчинив там якесь вбивство, подався із 6-ма своїми братами та слугами у вигнання в чужі краї, де вони знайшли нову батьківщину. В пізніших чеських хроніках термін «лех», яким визначався соціальний статус Чеха, трансформувався у власне ім'я — Лех. У «Чеській хроніці» Пржибика Пулкави (1374) Лех постає як брат або товариш Чеха, який разом зі своїми нащадками осів на землях, що стали Польщею. У чеській традиції утвердилася двочленна формула легенди про хорватських братів, у якій ішлося про старшого брата Чеха та молодшого брата Леха.
У польській традиції змінили акценти: старшим братом визнавався Лех, а молодшим — Чех. У «Пролозі» до Великопольської хроніки (ХІІІ—XIV ст.) Леха названо старшим братом не лише Чеха, а й Руса (за старшинством йому відводилося 2-ге місце після Леха); Леха, Руса і Чеха зображено володарями королівств лехитів, русів і чехів, званих також богемцями.
Ян Длугош виходив з того, що Чех та його старший брат Лех були нащадками біблійного Яфета; перший із братів опанував землі по Влтаві і Лабі, а другий осів над Віслою. Про Руса Длугош писав як про володаря обширної східнослов'янської держави зі столицею Києвом. У XVI—XVII ст. легенду про хорватських братів використовували багато польських істориків — Матвій Міховський, Бернард Ваповський, Мартин Бельський, Матвій Стрийковський, Олександр Гваньїні та інші (деякі історики обмежували виклад легенди лише двома персонажами — Лехом і Чехом).
Скептичне ставлення до легенди висловив Мартин Кромер, який, серед іншого, звертав увагу на відсутність відомостей про цих братів в античних і візантійських джерелах, а також ранньому літописанні. Історичність існування братів заперечував і польський поет Ян Кохановський. Корінний перелом у ставленні до легенди як вигадки стався у XVIII ст.
Через посередництво польських праць із цією легендою були знайомі українські історики, зокрема П. Коховський та Феодосій Софонович.

### Польська версія

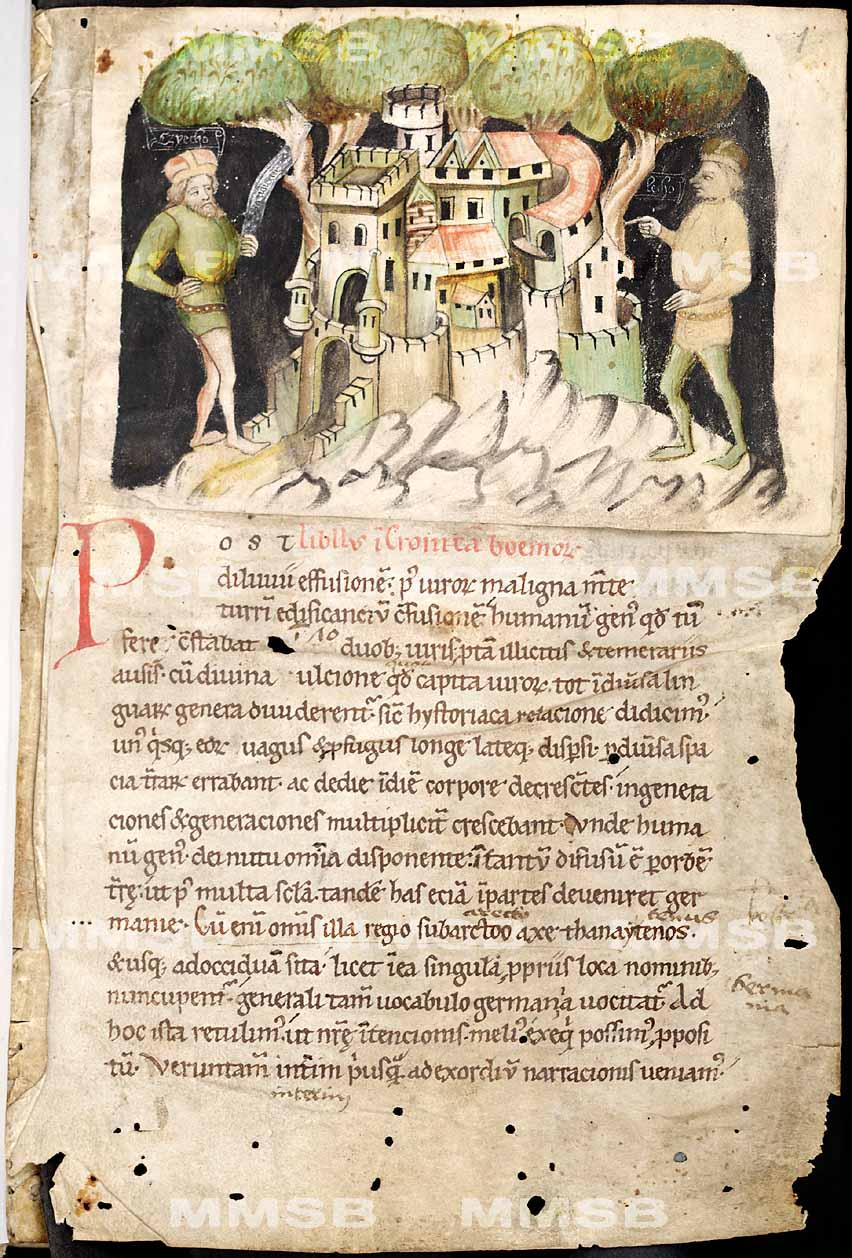
Перший лист Будишинського списку з Чехом та Лехом

У польській версії легенди троє братів разом вирушили на полювання, але кожен з них пішов за різною здобиччю, і врешті-решт усі вони подорожували в різних напрямках. Рус пішов на схід, Чех попрямував на південний захід, щоб оселитися на горі Ржип, що височіє від чеської горбисті, а Лех мандрував на північний захід. Лех під час полювання пішов за своєю стрілою і раптом опинився віч-на-віч із лютим білим орлом, який охороняв своє «гніздо» від зловмисників. Побачивши орла на тлі червоного заходу сонця, Лех сприйняв це як добру ознаку і вирішив оселитися там. Він назвав своє поселення Гнєзно на честь пам'яті та прийняв Білого Орла як свій герб. Білий орел залишається символом Польщі донині, а кольори орла та сонця, що заходить, зображені на гербі Польщі, а також на її прапорі з білою смугою зверху для орла та червоною смугою знизу для заходу сонця.
За Великопольським літописом (13 ст.), слов'яни є нащадками паннонського принца Пана. У нього було троє синів — Лех (молодший), Русь і Чех (старший), які вирішили оселитися на заході, півночі та сході.
Згідно з «Великопольською хронікою»:
|  | У стародавніх книгах пишуть, що Паннонія є матір'ю і прародителькою всіх слов'янських народів ... від цих паннійців народилися три брати, сини Пана, владики паннійців, з яких первісток мав ім'я Лех, другий — Рус, третій — Чех. Ці троє, множившись у роді, володіли трьома королівствами: лехів, русів і чехів, званих також богемцями». |

### Руська версія
Руський літопис «Повість временних літ» початку XII століття та середньовічні литовські легенди про Палемон пов'язують походження своїх народів з регіоном Норик (на захід від Панонії), де жили іллірійські венети. Відповідно до «Повісті временних літ»:

По руйнуванні вежі і по поділу народів прийняли сини Сима східні країни, а сини Хама — південні країни. Яфетові ж сини прийняли захід і північні країни. Від цих же сімдесяти і двох народів походить і народ слов'янський, від племені Яфета — так звані норики, які і є слов'янами..
Оригінальний текст (церк.-сл.)
По раздрушении же столпа и по раздѣлении языкъ прияша сынове Симовы въсточныя страны, а Хамовы же сынове полуденныа страны. Афетови же сынове западъ прияша и полунощьныя страны. От сихъ же 70 и дву языку бысть языкъ словенескъ, от племени же Афетова, нарѣцаемѣи норци, иже суть словенѣ.

З цим узгоджується також легенда про освіту чеського народу, описану в книзі Прокопа Слободи:
Добре знаю, що відомо багатьом, але не всім, як колись з цієї кропинської місцевості, за обчисленням Петра Кодицилюса та багатьох інших, у 278 році, пішов дуже знатний вельможа Чех з братами своїми Лехом і Русом, а також з усіма своїми приятелями та родом, Через те, що вони не могли вже переносити ті великі нападки і утиски, які робили їм римляни, а особливо начальник римських військ Аврелій, який охороняв Іллірію озброєною рукою і настільки утискував його рід, що Чех зі своїми підняв проти нього повстання і вивів його з-поміж живих. І внаслідок цього, боячись могутньої руки римлян, залишив Крапіну свою батьківщину. Цілих 14 років служив він із Салманіном, із сином Цирципана, на той час правителя і майбутнього вождя богемського народу.
Зміст цієї легенди узгоджується з римськими хроніками, які оповідають про повстання Марка Аврелія Кара в Норику і Реції в 282 році, внаслідок якого повсталими було вбито римського імператора Марка Аврелія Проба і влада перейшла до Кару.
Це бачення також підтвердує «Хроніка польська, литовська, жмудська і всієї Русі» Мацея Стрийковського (1582), Рус постає братом чи нащадком Леха (предка поляків) і Чеха, спільним предком яких і називається Мосох, син Яфета.
Про могутнього Руса писав уже в X столітті візантійський автор Симеон Метафраст. У перському «Зборах історій» початку XII століття розповідається про русів і слов'ян зі згадкою епонімів Рус та Слов'янин.
Про Руса розповідає новгородський легендарно-історичний твір XVII століття «Сказання про Словен і Русь і місто Словенське», що містить пізньолітописну легенду про походження слов'ян, заселення околиць Новгорода племенем словен і їх історії до Рюрика.

### Чеська версія

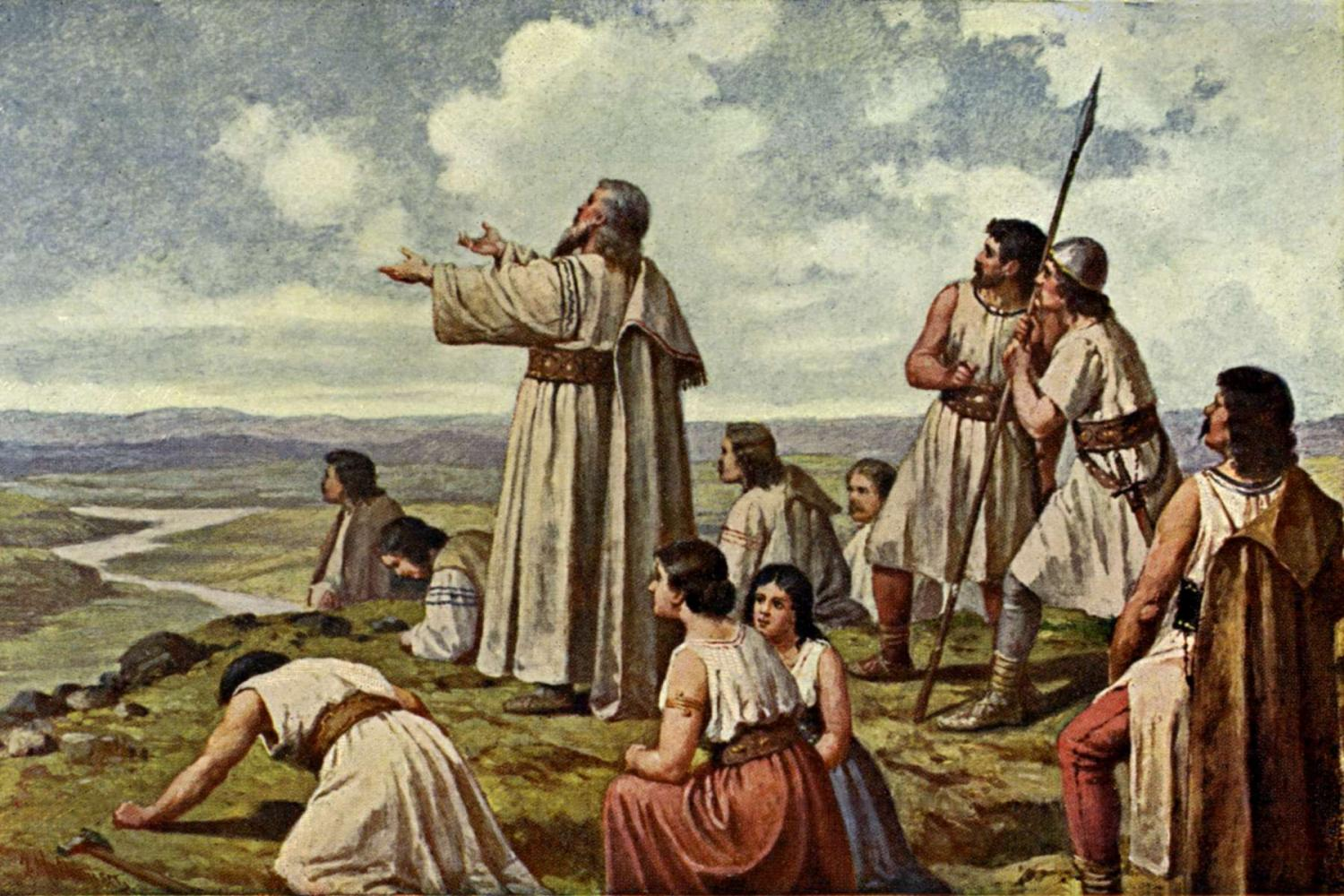
Чех на горі Ржип

Варіант цієї легенди, в якому беруть участь лише два брати, відомий тільки в Чехії. Як і в польській версії, Чех ідентифікується як засновник чеської нації (Češi pl.), а Лех як засновник польської нації. Старіші літописи XIV століття (наприклад, Далімілова хроніка, Вацлава Гаєка та Пршібіка Пулькава з Раденіни літописи) не вказують на місце розташування батьківщини Чеха та Леха, але в переказі Алоїси Їрасе Staré pověsti české (Старочеської легенди) 1894 року вона більш точно визначена; Za Tatrami, v rovinách při řece Visle rozkládala se od nepaměti charvátská země, část prvotní veliké vlasti slovanské (За Татрами, на рівнині річки Вісла, простягнута з незапам'ятних часів Хорватська країна (ймовірно, означає так звану Білу Хорватію), початкову частину великої слов'янської батьківщини), і V té charvátské zemi bytovala četná plemena, příbuzná jazykem, mravy, způsobem života (У цій хорватській країні жили численні породи, пов'язані з мовою, мораллю, способом життя).
Проте численні битви зробили країну дуже несприятливою для людей, які звикли жити в мирі, обробляти землю і вирощувати зерно. За іншими версіями, причиною стало те, що Чеха звинуватили у вбивстві. Вони зібрали своїх людей і вирушили до заходу сонця. Згідно з хронікою Даліміла (1314), коли Чех зі своїми людьми піднявся на гору Ржип, він подивився на краєвид і сказав своїм братам, що вони досягли обіцяної землі: країни, де достатньо звірів, птахів, риб і бджоли, щоб їхні столи завжди були повні, і де вони могли захиститися від ворогів. Він оселився в цій місцевості разом із племенем і, за версією Пршібіка Пулкава (близько 1374 р.), його брат Лех продовжив свою подорож до низовини через засніжені гори півночі, де заснував Польщу.
Версія Вацлава Гаєка з 1541 року додає багато (ймовірно химерних) деталей, яких немає в інших джерелах. За словами Гаєка, брати були князями, які вже володіли замками на своїй батьківщині до свого прибуття в регіон і датують свій приїзд 644 роком.

### Інші версії
Подібна легенда (з частково зміненими назвами) була також зазначена в народних казках у двох широко відокремлених місцях Хорватії: у кайкавському наріччі Крапіна в Загор'ї (північна Хорватія) і в чакавському наріччі Польїці на Адріатичному морі (центральна Далмація). Хорватський варіант описав і детально проаналізував С. Сакач у 1940 році.

## Дебати

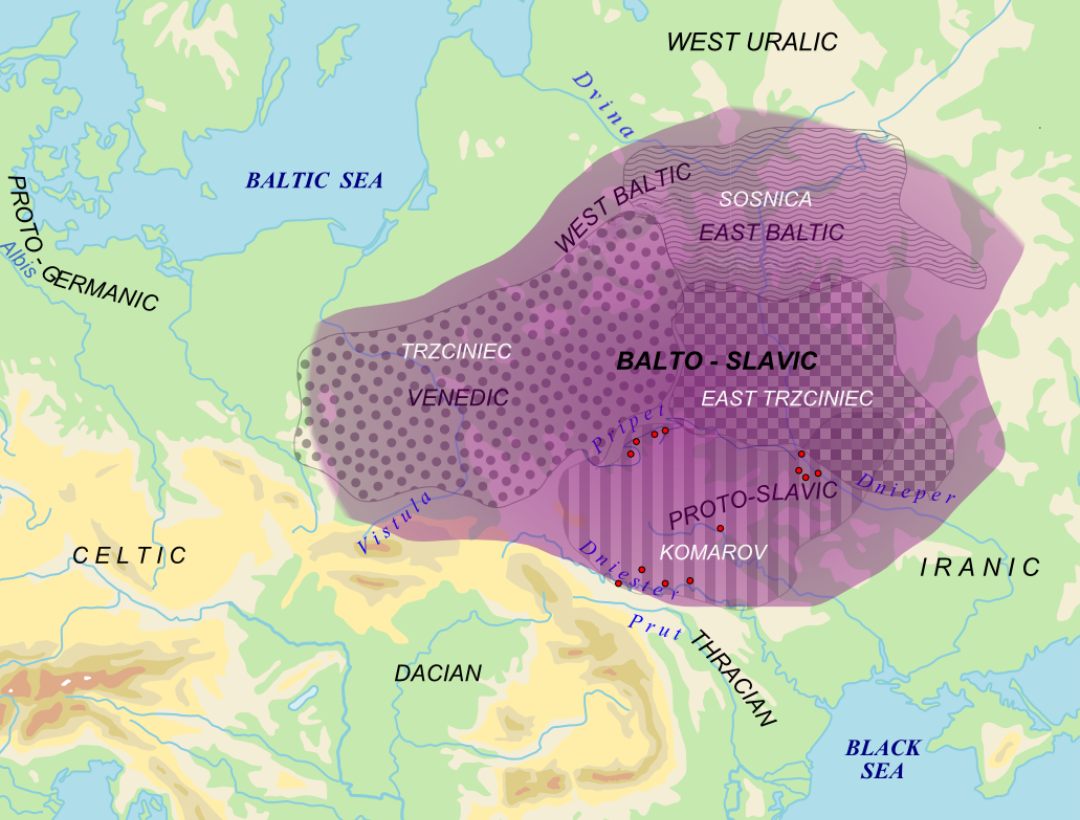
Ареал балто-слов'янського діалектичного континууму (фіолетовий) із запропонованими матеріальними культурами доби бронзи в білому кольорі. Червоні точки вказують на архаїчні слов'янські гідроніми

У богемських хроніках Чех з'являється сам по собі або тільки з Лехом. Чех вперше згадується латиною як Богем у хроніці Козьми 1125 року. Найдавніша польська згадка про Леха, Чеха та Руса зустрічається в хроніці Великої Польщі, написаній наприкінці 13 або на початку XIII століття. 14 ст.
Легенда свідчить про спільне походження поляків, чехів і русів, і ілюструє той факт, що ще в XIII столітті щонайменше три різні слов'янські народи усвідомлювали етнічний та мовний взаємозв'язок. Легенди також сходяться на місцезнаходження прабатьківщини ранньослов'янських народів у Центральній та Східній Європі. Ця територія перекривала регіон, який, згідно з основними науковцями, вважається праіндоєвропейською батьківщиною в загальному регіоні Понтійсько-Каспійського степу. У рамках курганської гіпотези «індоєвропейці, що залишилися після міграцій, стали носіями балтослов'янської мови».
Найбільш відома версія легенди є дещо трохи польськоцентричною, оскільки в ній згадується національний символ (білий орел) лише для Леха та польської нації, а двох інших братів Чехів і Русів відносять до другорядних персонажів. Крім того, ця конкретна версія не стосується походження південнослов'янських народів.
Легенда також намагається пояснити етимологію етнонімів: Лехія (інша назва Польщі, включаючи Сілезію), Чеські землі (включаючи Богемію, Моравію, а також Сілезію) та Русь. Ян Кохановський, видатний польський літератор епохи Відродження, у своєму нарисі про походження слов'ян не згадує про третього «брата», Руса. Більше того, він повністю відкидає легенду, заявляючи, що «жоден історик, який займався темою слов'янської нації […], не згадує жодного з цих двох слов'янських лідерів, Леха та Чеха». Далі він припускає, що «Чехи» та «Лехи» цілком ймовірно є оригінальними назвами двох націй, хоча він не відкидає можливості того, що міг існувати великий лідер на ім'я Лех, чиє ім'я замінило оригінал, а пізніше стало забутою назвою польського народу.

## Спадщина

### Роґалінські дуби

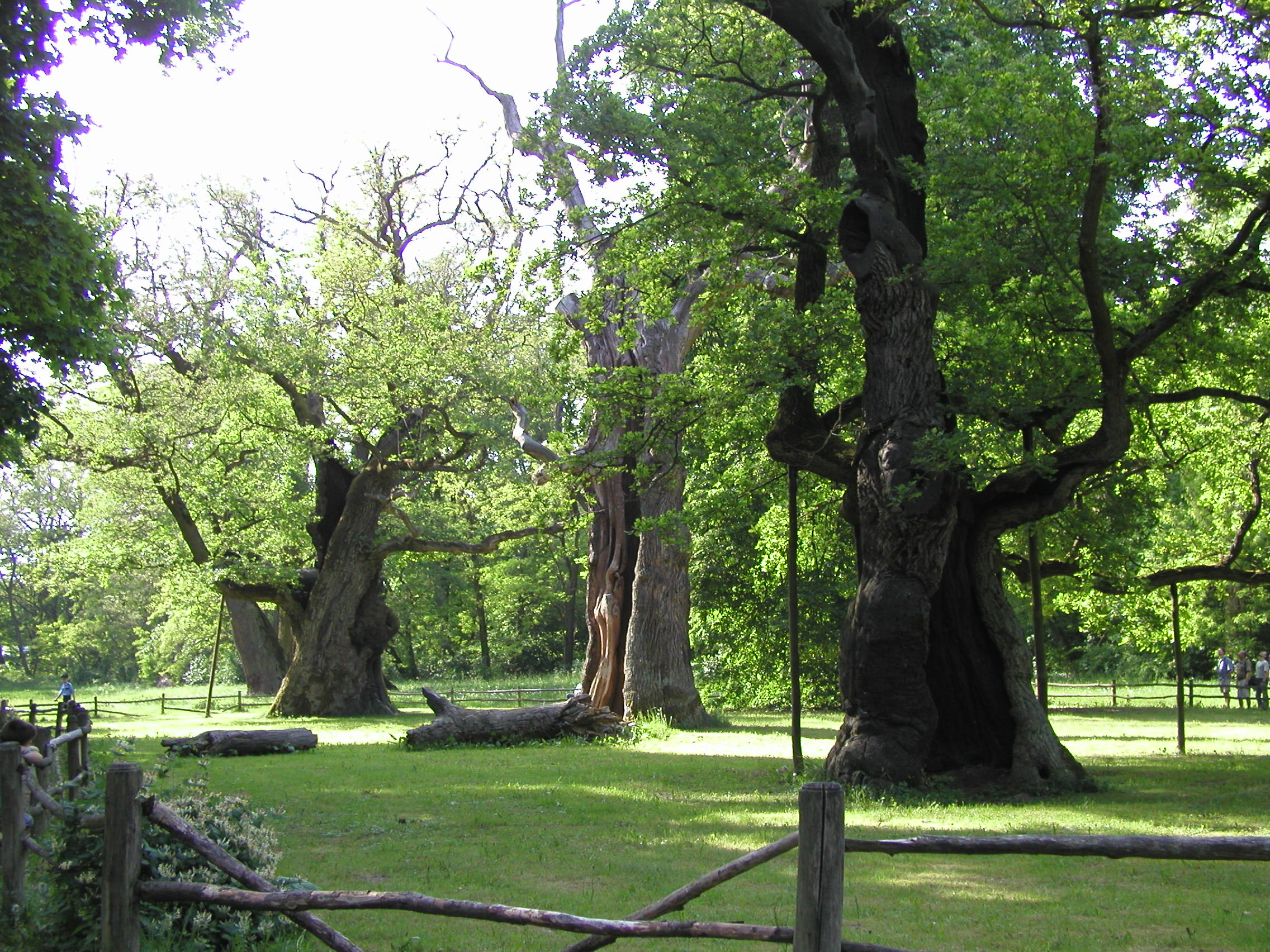
Лех, чеський і руський дуби в Роґаліні, Польща

Три великі дуби в саду, що прилягає до палацу 18-го століття в Роґаліні, Великопольське воєводство, названі на честь братів (Лех, Чех і Рус) і їм кілька сотень років. Їх окружність коливається від 670 до 930 сантиметрів (22 і 31 фут). Вони входять до складу Рогалинського ландшафтного парку, разом з іншими оголошені пам'ятками природи та взяті під охорону.

### Навчання для дітей
- Про Леха, Чеха і Руса, Чеслав Янчарський, 1983
- Про Леха, Чеха і Руса у польських легендах Ванди Хотомської
- Легенда про Леха, Чеха і Руса в дослідженні Марти Березовської